# Johnsons Air
Johnsons Air es una aerolínea con base en Acra, Ghana. Comenzó a operar en 1996 y efectúa vuelos de carga por encargo. Su principal base de operaciones es el Aeropuerto Internacional Kotoka, Acra.

## Códigos
- Código ICAO: JON
- Callsign: Johnsons Air[2]

## Flota
En marzo de 2007 la flota de Johnsons Air incluye:
- 3 Douglas DC-8-63CF